# Gianni Ambrosio
Dom Gianni Ambrosio (Santhià, Italia, 23 de dezembro 1943) é um bispo católico italiano. É o atual Bispo da Diocese de Piacenza-Bobbio

## Biografia
Dom Gianni estudou em Roma, conseguindo o doutorado em Teologia. Em 7 de julho de 1968 foi consagrado padre da Diocese de Vercelli.
Em 1995 formou-se em Roma em Teologia Sagrada na Pontifícia Universidade Lateranense  em Roma.
Dom Gianni foi consagrado Bispo pelas mãos do Cardeal Tarcisio Bertone em 16 de fevereiro de 2008, co-consacrantes Dom Luciano Monari, Bispo da Diocese de Brescia e Dom Enrique Masseroni, Arcebispo da Arquidiocese de Vercelli. Foram concelebrantes uma duzena de Bispos, entre os quais o Cardeal Hersìlio Tonini e Dom Luís Ferrando, Bispo de Bragança do Pará.

## Pensamento
Se damos importância às dificuldades, vamos acabar em falar sempre de crise. Eu queria procurar escolher os caminhos para poder resolver os problemas. Se não, sempre teremos um olhar triste. O que eu desejo é, em vez, ser positivo...— Dom Gianni

## Outras imagens

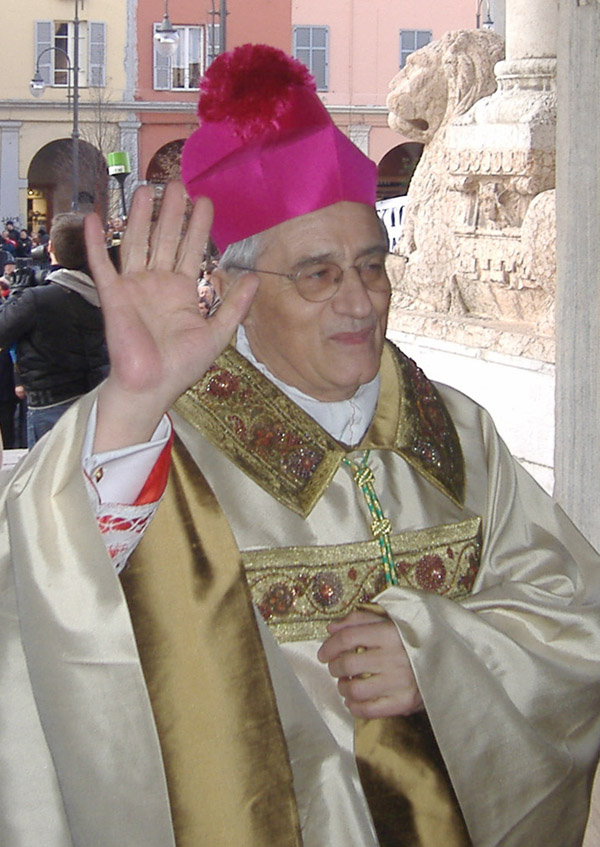
Dom Gianni toma posse na sua nova catedral, 16 de fevereiro de 2008.

## Conexões externas
- Site da Diocese de Piacenza-Bobbio